# Сав немир света
„Сав немир света” је југословенски кратки ТВ филм из 1981. године. Режирао га је Мило Ђукановић а сценарио је написао Миодраг Богић

## Улоге
| Глумац     | Улога |
| ---------- | ----- |
| Петар Краљ |       |